# Europees kampioenschap zaalvoetbal vrouwen
Het Europees kampioenschap zaalvoetbal voor vrouwen is het Europese continentale kampioenschap zaalvoetbal voor landenteams, georganiseerd door UEFA. Het kampioenschap werd in 2019 voor het eerst georganiseerd.

## Erelijst
| Jaar | Gastland  |  | Goud   | Zilver   | Brons    |
| ---- | --------- |  | ------ | -------- | -------- |
| 2019 | Portugal  |  | Spanje | Portugal | Rusland  |
| 2022 | Portugal  |  | Spanje | Portugal | Oekraïne |
| 2023 | Hongarije |  | Spanje | Oekraïne | Portugal |

## Medaillespiegel
| Plaats | Land     | Goud | Zilver | Brons | Totaal |
| 1      | Spanje   | 3    | 0      | 0     | 3      |
| 2      | Portugal | 0    | 2      | 1     | 3      |
| 3      | Oekraïne | 0    | 1      | 1     | 2      |
| 4      | Rusland  | 0    | 0      | 1     | 1      |
| Totaal | Totaal   | 3    | 3      | 3     | 9      |